# UCI Africa Tour 2010
Die UCI Africa Tour ist der vom Weltradsportverband UCI zur Saison 2005 eingeführte afrikanische Straßenradsport-Kalender unterhalb der UCI ProTour. Die sechste Saison beginnt am 1. Oktober 2009 und endet am 30. September 2010.
Die Eintagesrennen und Etappenrennen der UCI Africa Tour sind in drei Kategorien (HC, 1 und 2) eingeteilt.

## Gesamtstand
(Endstand am 3. Oktober 2010)
| Platz | Fahrer                |                                 | Punkte |
| ----- | --------------------- | ------------------------------- | ------ |
| 1.    | Abdelatif Saadoune    | Marokko                         | 231    |
| 2.    | Ian McLeod            | Sudafrika                       | 202,66 |
| 3.    | Mouhssine Lahsaïn     | Marokko                         | 174    |
| 4.    | Adil Jelloul          | Marokko                         | 154    |
| 5.    | Mohammed El Ammoury   | Marokko                         | 140    |
| 6.    | Anthony Charteau      | Frankreich                      | 131    |
| 7.    | Christoff van Heerden | Sudafrika                       | 107,66 |
| 8.    | Jay Robert Thomson    | Sudafrika                       | 96,66  |
| 9.    | Dean Podgornik        | Slowenien                       | 96     |
| 10.   | Abdelbasset Hannachi  | Algerien                        | 94     |
| 11.   | Milan Barényi         | Slowakei                        | 86     |
| 12.   | Natnael Berhane 1     | Eritrea                         | 75     |
| 13.   | Tarik Chaoufi         | Marokko                         | 70     |
| 14.   | Reinardt Janse 1      | Sudafrika                       | 68,66  |
| 15.   | Chris Opie            | Vereinigtes Konigreich          | 61     |
| 16.   | Peter van Agtmaal     | Niederlande                     | 58     |
| 17.   | Azzedine Lagab        | Algerien                        | 58     |
| 18.   | Jani Tewelde 1        | Eritrea                         | 57     |
| 19.   | Ahmed Belgasem        | Libysch-Arabische Dschamahirija | 56,66  |
| 20.   | Adriano Angeloni      | Italien                         | 56     |
| 126.  | Timo Scholz           | Deutschland                     | 7      |

| Platz | Team                         |                    | Punkte |
| ----- | ---------------------------- | ------------------ | ------ |
| 1.    | MTN Energade                 | Sudafrika          | 455,98 |
| 2.    | Bbox Bouygues Télécom        | Frankreich         | 200    |
| 3.    | Loborika                     | Kroatien           | 130    |
| 4.    | Cofidis                      | Frankreich         | 112    |
| 5.    | Fly V Australia              | Australien         | 96,66  |
| 6.    | Tecnofilm-Betonexpressz 2000 | Ungarn             | 96     |
| 7.    | Team Type 1                  | Vereinigte Staaten | 68     |
| 8.    | Acqua & Sapone               | Italien            | 40     |
| 9.    | Team Designa Køkken          | Danemark           | 32     |
| 10.   | Tabriz Petrochemical         | Iran               | 29     |
| 11.   | Lotto-Bodysol                | Belgien            | 15     |
| 12.   | Palmans-Cras                 | Belgien            | 5      |
| 13.   | Katusha Continental Team     | Russland           | 4      |
| 14.   | Tusnad Cycling Team          | Rumänien           | 2      |

| Platz | Nation         | Punkte |
| ----- | -------------- | ------ |
| 1.    | Marokko        | 935    |
| 2.    | Südafrika      | 930,64 |
| 3.    | Eritrea        | 444    |
| 4.    | Namibia        | 263,64 |
| 5.    | Tunesien       | 206    |
| 6.    | Algerien       | 159    |
| 7.    | Simbabwe       | 137    |
| 8.    | Kamerun        | 122    |
| 9.    | Libyen         | 91,98  |
| 10.   | Ruanda         | 87     |
| 11.   | Burkina Faso   | 44     |
| 12.   | Elfenbeinküste | 36,98  |
| 13.   | Mauritius      | 27     |
| 14.   | Sambia         | 23     |
| 15.   | Ägypten        | 14,99  |
| 16.   | Äthiopien      | 12,64  |
| 17.   | Kenia          | 6      |

| Platz | Nation (U23)   | Punkte |
| ----- | -------------- | ------ |
| 1.    | Eritrea        | 216    |
| 2.    | Südafrika      | 95,66  |
| 3.    | Tunesien       | 56     |
| 4.    | Burkina Faso   | 44     |
| 5.    | Namibia        | 21     |
| 6.    | Kamerun        | 15     |
| 7.    | Sambia         | 12     |
| 8.    | Simbabwe       | 12     |
| 9.    | Elfenbeinküste | 10,66  |
| 10.   | Libyen         | 7,66   |
| 11.   | Marokko        | 3      |
| 12.   | Ägypten        | 2,33   |
| 13.   | Algerien       | 2      |
| 14.   | Äthiopien      | 1,66   |

## Rennkalender

### Oktober 2009
| Datum  | Rennen                  | Kat. | Sieger             | Team                   |
| ------ | ----------------------- | ---- | ------------------ | ---------------------- |
| 1.–4.  | Grand Prix Chantal Biya | 2.2  | Peter van Agtmaal  | Metec LSE Cycling Team |
| 23.–1. | Tour du Faso            | 2.2  | Abdelatif Saadoune | Marokko                |

### November 2009
| Datum   | Rennen                                       | Kat. | Sieger                                                                          | Team      |
| ------- | -------------------------------------------- | ---- | ------------------------------------------------------------------------------- | --------- |
| 4.      | Afrikameisterschaft – Mannschaftszeitfahren  | CC   | Reinardt Janse van Rensburg Ian McLeod Jay Robert Thomson Christoff van Heerden | Südafrika |
| 6.      | Afrikameisterschaft – Einzelzeitfahren       | CC   | Jay Robert Thomson                                                              | Südafrika |
| 6.      | Afrikameisterschaft – Einzelzeitfahren (U23) | CC   | Reinardt Janse van Rensburg                                                     | Südafrika |
| 8.      | Afrikameisterschaft – Straßenrennen          | CC   | Ian McLeod                                                                      | Südafrika |
| 8.      | Afrikameisterschaft – Straßenrennen (U23)    | CC   | Lotto Petrus                                                                    | Namibia   |
| 16.–24. | Tour of Rwanda                               | 2.2  | Adil Jelloul                                                                    | Marokko   |

### Dezember
| Datum   | Rennen       | Kat. | Sieger         | Team    |
| ------- | ------------ | ---- | -------------- | ------- |
| 16.–20. | Tour Eritrea | 2.2  | Bereket Yemane | Eritrea |

### Januar
| Datum   | Rennen                    | Kat. | Sieger           | Team                  |
| ------- | ------------------------- | ---- | ---------------- | --------------------- |
| 19.–24. | La Tropicale Amissa Bongo | 2.1  | Anthony Charteau | Bbox Bouygues Télécom |

### Februar
| Datum   | Rennen                        | Kat. | Sieger        | Team     |
| ------- | ----------------------------- | ---- | ------------- | -------- |
| 9.–14.  | Ägypten-Rundfahrt             | 2.2  | abgesagt      |          |
| 15.–26. | Tour du Cameroun              | 2.2  | Milan Barényi | Slowakei |
| 16.     | Grand Prix of Sharm el-Sheikh | 1.2  | abgesagt      |          |

### März
| Datum   | Rennen                 | Kat. | Sieger            | Team                     |
| ------- | ---------------------- | ---- | ----------------- | ------------------------ |
| 7.–13.  | Tour du Mali           | 2.2  | Mouhssine Lahsaïn | Marokko                  |
| 13.–17. | Tour of Libya          | 2.2  | Ahmed Belgasem    | Libyen                   |
| 19.     | Grand Prix of Al Fatah | 1.2  | Chris Opie        | Pendragon-Le Col-Colnago |
| 26.–4.  | Tour du Maroc          | 2.2  | Dean Podgornik    | Loborika                 |

### April
| Datum   | Rennen                                        | Kat. | Sieger   | Team |
| ------- | --------------------------------------------- | ---- | -------- | ---- |
| 8.      | Les Challenges Phosphatiers-Chall. Khouribga  | 1.2  | abgesagt |      |
| 9.      | Les Challenges Phosphatiers-Chall. Youssoufia | 1.2  | abgesagt |      |
| 10.     | Les Challenges Phosphatiers-Chall. Ben Guerir | 1.2  | abgesagt |      |
| 20.–25. | Tour Ivoirien de la Paix                      | 2.1  | abgesagt |      |

### Mai
| Datum   | Rennen                                            | Kat. | Sieger                   | Team                               |
| ------- | ------------------------------------------------- | ---- | ------------------------ | ---------------------------------- |
| 7.      | Challenge du Prince – Trophée Princier            | 1.2  | Roberto Richeze          | Betonexpressz 2000-Universal Caffé |
| 8.      | Challenge du Prince – Trophée de l'Anniversaire   | 1.2  | Mohammed Said El Ammoury | Marokko                            |
| 9.      | Challenge du Prince – Trophée de la Maison Royale | 1.2  | Adriano Angeloni         | Betonexpressz 2000-Universal Caffé |
| 19.–23. | Tour Eritrea                                      | 2.2  | Natnael Berhane          | Eritrea                            |